# Andreas Bach (Radsportler)
Andreas Bach (* 10. Oktober 1968 in Erfurt) ist ein ehemaliger deutscher Radrennfahrer und Weltmeister.

## Sportliche Laufbahn
Bach startete während seiner Laufbahn in der DDR für den SC Turbine Erfurt, der nach 1990 zum TSV Erfurt wurde. Für den TSV Erfurt bestritt Bach Anfang der 1990er Jahre die Rad-Bundesligawettbewerbe. 1986 wurde Andreas Bach Vize-Juniorenweltmeister in der Mannschaftsverfolgung, mit Dirk Vogel, Thomas Liese und Jörg Pawelczyk. 1993 wurde er in Hamar Vize-Weltmeister in der Mannschaftsverfolgung, gemeinsam mit Torsten Schmidt, Jens Lehmann und Guido Fulst. Im selben Jahr wurde er deutscher Vize-Meister in der Einerverfolgung.
Bei den UCI-Bahn-Weltmeisterschaften 1994 in Palermo wurde der deutsche Bahnvierer mit Bach, Fulst, Lehmann und Danilo Hondo Weltmeister. Im selben Jahr belegte Bach den dritten Platz bei der nationalen Meisterschaft in der Einerverfolgung und wurde Zweiter der Berliner Etappenfahrt.
Im Zeitraum von 1999 bis 2005 war Bach unter anderem Sportlicher Leiter und verantwortlicher Organisator der Internationalen Thüringenrundfahrt für Frauen und die U 23 sowie der Hessen-Rundfahrt. Seitdem organisiert Andreas Bach „alternative und unkonventionelle Radsportevents“.

## Erfolge

### Bahn
1986
- Junioren-Weltmeisterschaft – Mannschaftsverfolgung (mit Dirk Vogel, Jörg Pawelczyk und Thomas Liese)

1993
- UCI-Bahn-Weltmeisterschaften 1993 – Mannschaftsverfolgung (mit Torsten Schmidt, Jens Lehmann und Guido Fulst)
- Bahnrad-Weltcup in Hyères – Einerverfolgung

1994
- Weltmeister – Mannschaftsverfolgung (mit Guido Fulst, Robert Bartko, Erik Weispfennig)

### Straße (Auswahl)
1991
- eine Etappe und Punktewertung Niedersachsen-Rundfahrt

1992
- eine Etappe und Punktewertung Niedersachsen-Rundfahrt

1995
- eine Etappe Niedersachsen-Rundfahrt